# Open Finance
Open Finance SA w upadłości – działająca operacyjnie w latach 2004–2022 firma pośrednictwa finansowego w Polsce, od 2022 w upadłości. Przedsiębiorstwo posiadało około 130 placówek i zatrudniało ponad 1000 ekspertów finansowych na terenie całej Polski. W ofercie znajdowały się kredyty mieszkaniowe, gotówkowe, produkty inwestycyjne oraz produkty ubezpieczeniowe. Od kwietnia 2011 do stycznia 2023 Open Finance był notowany na Giełdzie Papierów Wartościowych w Warszawie.

## Działalność
W 2008 wartość sprzedanych kredytów hipotecznych wyniosła 5100 mln zł, a wartość produktów inwestycyjnych 1390 mln zł. W 2009 wartości te wyniosły odpowiednio 7020 mln zł i 5143 mln zł. W IV kwartale 2012 spółka zanotowała gwałtowne pogorszenie wyników finansowych w porównaniu z rokiem 2011.
Urząd Ochrony Konkurencji i Konsumentów ukarał Open Finance za naruszenie zbiorowych interesów konsumentów poprzez nierzetelne informowanie o skomplikowanych produktach finansowych, wprowadzanie klientów w błąd co do rzeczywistego charakteru umowy oraz o prawach i obowiązkach stron umowy (Decyzja nr RKT-29/2014), kara finansowa 1 673 546 zł. Kara została podtrzymana prawomocnym wyrokiem sądu apelacyjnego.
29 grudnia 2021 zarząd spółki złożył do Sądu Rejonowego dla m.st. Warszawy wniosek o ogłoszenie upadłości. Jak podano w komunikacie, powodem jego złożenia było istotne pogorszenie się sytuacji finansowej spółki, zbyt niskie przychody, które nie pokrywają ponoszonych kosztów, brak perspektyw związanych z uzyskaniem finansowania pozwalającego na funkcjonowanie spółki w perspektywie najbliższych miesięcy.
4 maja 2022 Sąd Rejonowy dla m. st. Warszawy, XVIII Wydział Gospodarczy dla spraw upadłościowych i restrukturyzacyjnych ogłosił upadłość spółki i wyznaczył na syndyka masy upadłościowej Pawła Głodka. 22 sierpnia 2022 postanowienie uprawomocniło się. W styczniu 2023 zarząd GPW podjął uchwałę o wycofaniu akcji spółki z obrotu.
Spółka nie prowadzi działalności operacyjnej a jej byli pracownicy wykonują czynności pośrednictwa finansowego za pośrednictwem Open Brokers S.A. będącej spółką zależną Open Finance. Jest również akcjonariuszem Open Life Towarzystwo Ubezpieczeń Życie (49% akcji spółki) oraz Noble Funds TFI (36,31% akcji).

## Wyróżnienia i nagrody
- 1. miejsce w rankingu pod względem wartości sprzedaży kredytów hipotecznych w I kwartale 2010 r. – Związek Firm Doradztwa Finansowego[15]
- 1. miejsce w rankingu pod względem wartości wpłaconych produktów inwestycyjnych – Związek Firm Doradztwa Finansowego[15]
- Nagroda Webstar festival za najlepszą stronę internetową w kategorii Finanse[16]
- Najbardziej wartościowa marka wśród firm doradztwa finansowego według „Rankingu najcenniejszych polskich marek”[17]
- „Przedsiębiorstwo Fair Play” według Krajowej Izby Gospodarczej[18]